# Mikhail Tsekhanovskij
Mikhail Tsekhanovskij (russisk: Михаи́л Миха́йлович Цехано́вский) (født 7. juni 1889 i Khmelnytskyj i det Russiske Kejserrige, død 22. juni 1965 i Moskva i Sovjetunionen) var en sovjetisk filminstruktør.

## Filmografi
- Potjta (Почта, 1929)[2][3]
- De vilde svaner (Дикие лебеди, 1962)